# Zabití Adama Toleda
K zabití 13letého chlapce latinskoamerického původu jménem Adam Toledo došlo 29. března 2021 v časných ranních hodinách za znepokojivých okolností, kdy se po honičce s policií chlapec zastavil a na pokyn policisty zvedl ruce a začal se vzdávat, načež byl policistou střelen. Na následky tohoto zranění přes poskytnutou pomoc brzy na to zemřel. Policie přitom pracovala s informací, že má zbraň, kterou ale předtím odhodil. Případ se odehrával v citlivé době, kdy americká společnost s napětím sledovala soudní proces s expolicistou Derekem Chauviem, který zabil George Floyda, a americká policie čelila silné kritice i za další smrti, jako například zabití černošského mladíka Daunteho Wrighta jen pár dnů před Adamem Toledem.